# Episodi di Lolle (prima stagione)
La prima stagione della serie TV Lolle è stata trasmessa in Germania dal 5 marzo 2002 su Das Erste. In Italia debutta su Fox il 15 giugno 2005 e in chiaro su MTV dal 28 marzo 2006.
| nº | Titolo originale                     | Titolo italiano           | Prima TV Germania | Prima TV Italia |
| -- | ------------------------------------ | ------------------------- | ----------------- | --------------- |
| 1  | Landflucht                           | Lolle va a Berlino        | 5 marzo 2002      | 15 giugno 2005  |
| 2  | Wie bekomme ich meinen Freund zurück | Festa di compleanno       | 6 marzo 2002      |                 |
| 3  | Happy Birthday, Lolle                | Un giorno da dimenticare  | 7 marzo 2002      |                 |
| 4  | Auf der Flucht                       | In fuga                   | 8 marzo 2002      |                 |
| 5  | Rotalarm                             | Allarme rosso             | 12 marzo 2002     |                 |
| 6  | Ich will Sandra Bullock massieren    | La proposta di matrimonio | 13 marzo 2002     |                 |
| 7  | Selbstversuch                        | Il linguaggio del corpo   | 14 marzo 2002     |                 |
| 8  | All you need is love                 | Con o senza amore?        | 15 marzo 2002     |                 |
| 9  | Träume                               | Sogni                     | 19 marzo 2002     |                 |
| 10 | Lolle und der Traumprinz             | Il finanziamento          | 20 marzo 2002     |                 |
| 11 | Nicht ganz koscher                   | Adozione per un giorno    | 21 marzo 2002     |                 |
| 12 | Die Geliebte                         | L'amante                  | 22 marzo 2002     |                 |
| 13 | Singles                              | Terapia d'urto            | 26 marzo 2002     |                 |
| 14 | Dr. Strangelove                      | Il dottor Stranamore      | 27 marzo 2002     |                 |
| 15 | Lesbe sein dagegen sehr              | Per non dire di no!       | 28 marzo 2002     |                 |
| 16 | Küssen, küssen, küssen               | Baci, baci, baci          | 2 aprile 2002     |                 |
| 17 | Lolle gegen Fatman                   | Obiettivi e compromessi   | 3 aprile 2002     |                 |
| 18 | Ich bin nicht nett                   | Non solo carina           | 4 aprile 2002     |                 |
| 19 | Beste Freunde                        | Amiche per la pelle       | 5 aprile 2002     |                 |
| 20 | Taddi und Mr. Psycho                 | Dilemma d'amore           | 9 aprile 2002     |                 |
| 21 | Cousin und Cousine                   | Nuovi e vecchi amori      | 10 aprile 2002    |                 |
| 22 | Extremsituationen...                 | Un amore proibito         | 11 aprile 2002    |                 |
| 23 | Martha                               | Missione Martha           | 12 aprile 2002    |                 |
| 24 | Überraschungen                       | Sorprese                  | 16 aprile 2002    |                 |
| 25 | Eine Million                         | La valigetta              | 17 aprile 2002    |                 |
| 26 | Positiv ist negativ                  | Il test di gravidanza     | 18 aprile 2002    |                 |